# Битва у Коюнгечиди
Би́тва у Коюнгечиди́ (тур. Koyun Geçidi  Muharebesi; перс. نبرد گوسفند پاس‎) — вторая крупная битва Турецко-персидской войны (1578—1590), состоявшаяся в сентябре 1578 года у местечка Коюнгечиди (Овечья переправа) у реки Канык. Победа в этой битве открыла османам дорогу на Ширван.

## Предыстория
Кампания началась летом 1578 года, когда 100-тысячная османская армия выдвинулась из Эрзурума на восток. Сначала османские войска покорили несколько небольших крепостей, которые не сдались без боя; затем произошло сражение у озера Чилдыр, в котором кызылбашские войска потерпели сокрушительное поражение. После этого османская армия заняла Тифлис, сданный без боя, а 8 сентября 1578 года армия Лала Мустафы-паши выступила из Тифлиса и 16 сентября прибыла в Ареш (город на территории современного Евлахского района, недалеко от впадения в Куру Канык-Алазани). Османская армия страдала от недостатка продовольствия. 
Войска Амир-хана Туркмана подошли к реке Канык 8/9 сентября, позже к нему присоединились его сын Мурад-хан (правитель Мугана), правитель Нахичевана Шараф-хан Бидлиси, правитель Караджадага Халифа Ансар, Донбал Хаджи-бек и многие другие. Собралось свыше 20 тысяч воинов. 

## Битва

### Ход битвы
Голод в османской армии был настолько сильным, что килограмм ячменя стоил шесть дукатов, а окка муки — полдуката. Лала Мустафа-паша послал десять тысяч человек в поля, чтобы забрать урожай. Персидские военачальники решили сначала отбить у османов вьючных животных, чтобы лишить припасов, и османские фуражиры попали в засаду Токмак-хана, Амир-хана и Имамкули-хана. Персы форсировали Куру и у Коюнгечиди атаковали передовые части фуражиров. В этой фазе боя персы побеждали; погибло много османских солдат, османские беи попали в плен. Амир-хан был вполне этим доволен и хотел уйти с добычей, но часть персидского войска (в том числе и сын Амир-хана Мурад-хан) жаждала новых побед и бросилась преследовать отступавших османских солдат. Мустафа дал персам увлечься преследованием, заманив персидское войско на полуостров, образованный Каныком и Курой. На левом фланге Мустафа поставил Дервиша-пашу (бейлербея Диярбакыра и брата Ферхад-паши Соколовича), на правом — Бехрама-пашу, а сам принял командование центром. Одновременно отряд османов переправился через Габырры, приток Куры, и напал на сефевидскую армию с тыла. После этого в битву включились основные части османской армии и османская артиллерия. Разделившаяся на три части под командованием Османа-паши, бейлербея Алеппо Мехмеда-паши и бейлербея Дулкадира Мустафы-паши османская армия одновременно атаковала противника с трёх сторон. Кызылбаши не выдержали натиска и обратились в бегство. Сам Токмак-хан, первым из персидских военачальников, подал пример остальным, переплыв реку и скрывшись. Отступив к реке, кызылбаши пытались переправиться через неё, но, не найдя переправы, бросились в воду и либо пошли ко дну, либо были зарублены.

### Последствия
Согласно Рахимизаде, половина воинов 20-тысячной кызылбашской армии утонула, а 5 тысяч были зарублены. Как писал Эвлия Челеби, «по слухам, десять тысяч персидских воинов погибли и ещё десять тысяч, как стадо баранов», утонули в реке. По описанию участника событий Шараф-хана, «много кызылбашских эмиров и воинов погибло в том сражении, некоторые из них были поглощены океаном небытия в водах Куры». Эвлия Челеби писал, что там, где была битва, «из-под земли слоями выступали человеческие кости».
Некоторые кызылбашские беи попали в руки османов и были казнены. Уцелевшие укрылись в Ширване у Араса-хана Румлу, который не принимал участия в битве. Рахимизаде писал, что правитель Ширвана с 10-тысячным войском не смог переправиться через Канык и ждал на другом берегу. По словам участника кампании Гелиболулу Мустафы Али, Арас-хан прибыл лишь к концу битвы, когда Амир-хан уже был разбит.
Победа османских войск у Коюнгечиди открыла османам путь на Ширван.

### Причины поражения сефевидских войск
К победе османов привело их численное превосходство. Немаловажную роль сыграла османская артиллерия, которую недооценивали кызылбашские беи, а также несогласованность действий последних.

## Комментарии
1. ↑  Й. Хаммер датировал битву 8 сентября/6 раджаба[3]
2. ↑  По словам Эвлия Челеби, персидскими войсками командовали сефевидские губернаторы Тебриза (Амир-хан), Мугана (Мурад-хан), Лора, Нахичевани (Шараф-хан), Карабаха, Казана и Казаха[1]
3. ↑  По словам Орудж-бека, Токмак-хан, Аликули-хан, Имамкули-хан и Шараф-хан "страстно стремились взять реванш за поражение при Чилдыре".
4. ↑  Персидские источники называют число 5 тысяч[7].
5. ↑  Среди погибших был и сын Амир-хана[7].